# Exochus mitratus
Exochus mitratus är en stekelart som beskrevs av Johann Ludwig Christian Gravenhorst 1829. Exochus mitratus ingår i släktet Exochus och familjen brokparasitsteklar. Arten är reproducerande i Sverige.

## Underarter
Arten delas in i följande underarter:
- E. m. atrocoxalis
- E. m. orias